# سید احمد معتمدی
سیّد احمد معتمدی (زادهٔ ۱۳۳۲، تهران) رئیس پیشین دانشگاه صنعتی امیرکبیر، مشاور وزیر ارتباطات در امور علمی و پژوهشی و عضو شورای راهبری این وزارت در دولت یازدهم و وزیر اسبق ارتباطات و فناوری اطلاعات در ماه‌های پایانی دولتِ اوّلِ سیّد محمّد خاتمی و تمام دولتِ دوّمِ سیّد محمّد خاتمی، از سال ۱۳۷۹ تا ۱۳۸۴ بوده‌است.
معتمدی از اعضای کمیته صیانت از آرای میرحسین موسوی در انتخابات ریاست جمهوری دهم بود.

## زندگی
احمد معتمدی در سال ۱۳۵۷ از دانشگاه صنعتی امیرکبیر در رشته الکترونیک فارغ‌التحصیل شد. او به عنوان دانشجوی ممتاز با بورس تحصیلی عازم فرانسه شد و مدارک فوق لیسانس و دکترای خود را در رشته الکترونیک دیجیتال و سیستم انفورماتیک از دانشگاه پیر و ماری کوری فرانسه اخذ کرد. وی در سال‌های تحصیل در فرانسه عضو اتحادیه انجمنهای اسلامی اروپا و از مؤسسان انجمن اسلامی پاریس بود.

## پیشینهٔ اجرایی
از سوابق اجرائی معتمدی می‌توان به معاونت پژوهشی و فناوری وزارت علوم و تحقیقات، ریاست سازمان پژوهش‌های علمی و صنعتی ایران از سال ۱۳۶۵، دبیر شورای پژوهش‌های علمی کشور از سال ۱۳۶۵ تا ۱۳۷۲، مدیریت کمیته خود کفایی مخابرات و عضو هیئت علمی و استاد دانشکده مهندسی برق دانشگاه صنعتی امیر کبیر از سال ۱۳۶۲ است.
وی در ۲ تیر ۱۳۹۳ طی حکمی از سوی رضا فرجی دانا، سرپرست دانشگاه صنعتی امیرکبیر شد. او همچنین مشاور وزیر ارتباطات در امور علمی و پژوهشی و عضو شورای راهبری این وزارت در دولت یازدهم است.

### کمیتهٔ خودکفایی مخابرات
معتمدی در سال ۱۳۷۶ با حکم محمدرضا عارف، کمیته خودکفایی مخابرات متشکل از چند تن از معاونان و مدیران وزارت پست و تلگراف و تلفن مخابرات و به صورت مشترک با سازمان پژوهش‌های علمی و صنعتی ایران تشکیل شد که مدیریت این کمیته با معتمدی بوده‌است.

## سوءقصد
در آذر ۱۳۸۸ مدیر عامل شرکت «توسعه اعتماد مبین»، یکی از سه شرکت خریدار بلوک حدود ۸ هزار میلیارد تومانی شرکت مخابرات، بر اثر گازگرفتگی در منزل خود جان باخت.

## سرپرستی دانشگاه امیرکبیر
رضا فرجی دانا، وزیر علوم، تحقیقات و فناوری دولت یازدهم در ۲ تیر ۱۳۹۳ پس از پایان مأموریت علیرضا رهایی،  احمد معتمدی را به سمت سرپرست دانشگاه صنعتی امیرکبیر گمارد. او در این زمان ضمن آموزش در دانشگاه امیرکبیر مشاور وزیر ارتباطات و فناوری اطلاعات در امور علمی و پژوهشی و عضو شورای راهبری این وزارت نیز هست.

## آثار علمی
- اصول و مبانی تکنیک پالس - ویرایش دوم؛ تهران: مؤسسه علمی-فرهنگی نص، ۱۳۹۵، چاپ هجدهم، ۴۴۰ص. شابک ‎۹۷۶−۴۱۰−۰۳۶۰−۰. [۵]
- توسعه ارتباطات و فناوری اطلاعات در ایران، با مقدّمهٔ سیّد محمّد خاتمی، تهران: رجاء‏‫، ۱۳۸۶، ج1.
- س‍ی‍س‍ت‍م‍ه‍ای‌ م‍ی‍ک‍روپ‍روس‍س‍وری‌ ۱۶ و ۳۲ ب‍ی‍ت‍ی‌؛ تهران: انتشارات دان‍ش‍گ‍اه‌ ص‍ن‍ع‍ت‍ی‌ ام‍ی‍رک‍ب‍ی‍ر (پ‍ل‍ی‌ت‍ک‍ن‍ی‍ک‌ ت‍ه‍ران‌)، ۱۳۷۵، ۵۵۹ص.
- شبکه‌های حسگر بی‌سیم، تهران: انتشارات دان‍ش‍گ‍اه‌ ص‍ن‍ع‍ت‍ی‌ ام‍ی‍رک‍ب‍ی‍ر (پ‍ل‍ی‌ت‍ک‍ن‍ی‍ک‌ ت‍ه‍ران‌)، 1394، 326ص.

## دیدگاه‌ها
- یکی از برنامه‌های راهبردی دانشگاه صنعتی امیر کبیر توجه به مسائل رفاهی است و اولین شرط توسعه یک دانشگاه ایجاد یک فضای آرام و بدون دغدغه برای دانشجویان است. بیش از یک سوم دانشجویان دانشگاه صنعتی امیرکبیر شهرستانی هستند و در خوابگاه‌های دانشجویی ساکن هستند.[۶]
- قرار نیست پردیس‌های دانشگاهی تعطیل شوند بلکه صحبت در خصوص نحوه پذیرش دانشجو در این مراکز است. نحوه فعالیت مراکزی مانند پردیس‌های دانشگاهی باید بعد از چندین سال فعالیت با توجه به تجربیات سال‌های گذشته مورد بازنگری قرار گیرد. متقاضیان ورودی به دانشگاه‌ها کاهش پیدا کرده‌است بنابراین باید بازنگری‌هایی برای کیفیت مناسب تر صورت گیرد که تاکنون این پیشنهادها مطرح شده نهایی نشده‌است.[۷]
- یکی از برنامه‌های راهبردی دانشگاه صنعتی امیر کبیر توجه به مسائل رفاهی است و اولین شرط توسعه یک دانشگاه ایجاد یک فضای آرام و بدون دغدغه برای دانشجویان است. ۳۵ درصد دانشجویان دانشگاه صنعتی امیرکبیر دانشجویان خوابگاهی هستند افزود: بیش از یک سوم دانشجویان دانشگاه صنعتی امیرکبیر شهرستانی هستند و در خوابگاه‌های دانشجویی ساکن هستند.[۸]
- براساس برنامه‌ریزی واحد بین‌الملل کیش این دانشگاه راه اندازی خواهد شد و در این راستا از تجربیات دانشگاه‌های تهران و صنعتی شریف که در این مکان، واحد بین‌الملل دارند استفاده خواهد شد. برنامه دانشگاه صنعتی امیرکبیر افزایش دانشجویان بین‌الملل خود از طریق پذیرش ایرانیان مقیم در کشورهای حاشیه خلیج فارس است. سازمان مناطق آزاد نیز قرار است در راه اندازی واحد کیش این دانشگاه همکاری کند.[۹]